# Рогатый занкл
Рогатый занкл, или мавританский идол (Zanclus cornutus) — вид лучепёрых рыб, единственный в семействе занкловых (Zanclidae) отряда окунеобразных. Название происходит от греческого слова zagkios — «скошенный».

## Описание

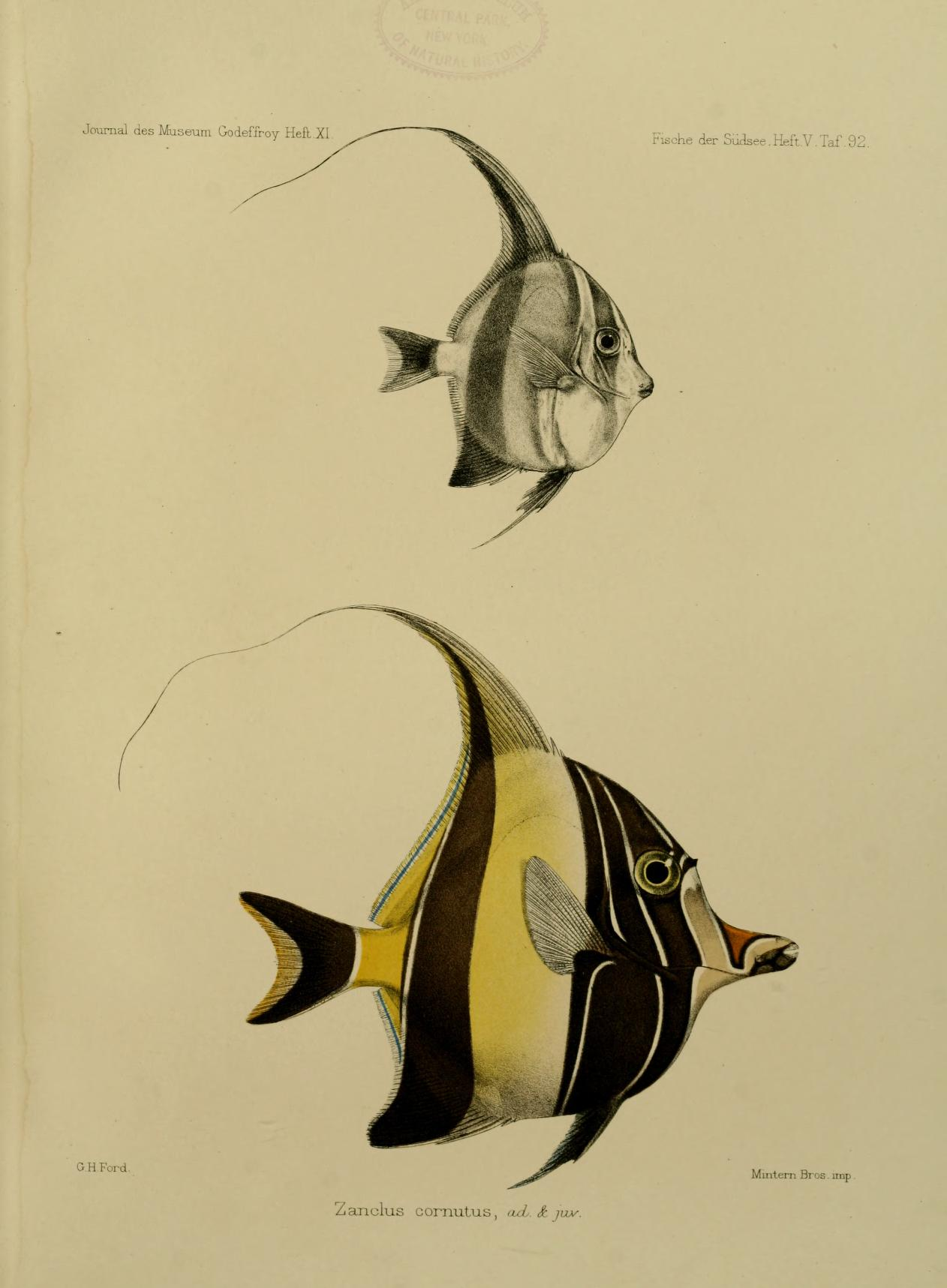

Рогатый занкл — морская рыба длиной до 22 см. Тело высокое, дисковидное, уплощённое с боков. Высота тела может составлять от 1 до 1,4 длины. Спинной плавник треугольной формы, в нём 6—7 (чаще 7) колючек и 39—43 мягких лучей, третья колючка сильно удлинённая, нитевидная. В некоторых источниках указывается, что длина выроста на спинном плавнике может превышать длину тела рыбы. В треугольном анальном плавнике 3 колючих и 31—37 мягких лучей, в грудных плавниках 1 колючий и 17—18 мягких лучей, в брюшных плавниках 1 колючий и 5 мягких лучей. Форма непарных плавников придаёт телу рыбы характерные полулунные очертания. Чешуя очень мелкая, на каждой чешуйке имеется ряд вертикальных гребешков, задний край которых волнистый. Это придаёт поверхности тела рыбы шероховатость, как у тонкозернистой наждачной бумаги.
Глаза посажены высоко, над ними у взрослых особей имеются выросты. Рыло вытянутое, трубковидное, с небольшим ртом на конце; зубы многочисленные, однорядные, щетинкообразные, слегка загнутые назад.
Окраска тела — чередующиеся вертикальные чёрные и бело-жёлтые полосы (дизруптивная окраска), на рыле сверху имеется жёлтое седловидное пятно, кончик верхней челюсти чёрный, нижняя челюсть большей частью чёрная. Вилочкообразный хвостовой плавник чёрный со светлым задним краем.
Внешним видом занкл напоминает некоторые виды вымпельных рыб-бабочек. Тем не менее эти рыбы не связаны родственными отношениями, относятся к разным семействам и подотрядам окунеобразных рыб (пример явления конвергенции). По своему анатомическому строению рогатый занкл близок к хирурговым и относится к подотряду хирурговидных (Acanthuroidei). Ранее эту рыбу включали в состав семейства хирурговых, но данный вид чётко отличается от них отсутствием складных колючек на хвостовом стебле.

## Распространение
Рогатый занкл обитает в коралловых рифах тропической Индо-Тихоокеанской области на глубине от 3 до 180 м, предпочитая участки с твёрдым морским дном. Область распространения простирается от Восточной Африки до островов Рапа-Ити и Дюси, на север до южной Японии и Гавайев, к югу вплоть до острова Лорд-Хау. В Красном море и Персидском заливе этот вид не встречается. В восточной части Тихого океана вид распространён от юга Калифорнийского залива до Перу. Фактически, ареал этого вида является одним из крупнейших по площади среди морских рыб. Отмечено появление этого вида во Флориде (Помпано Бич), вероятно, благодаря любителям морского аквариума: в январе 2001 года фотограф Майкл Барнетт сделал снимок одной рыбы этого вида среди останков затонувшего корабля. В 2009 году вид отмечен у островов Флорида-Кис, в 2010 году — на рифе Пол’с Риф (1,6 км к востоку от Палм-Бич), в 2014 году на границе национального парка Бискейн и Национального Морского заповедника Флорида-Кис.

## Образ жизни и размножение

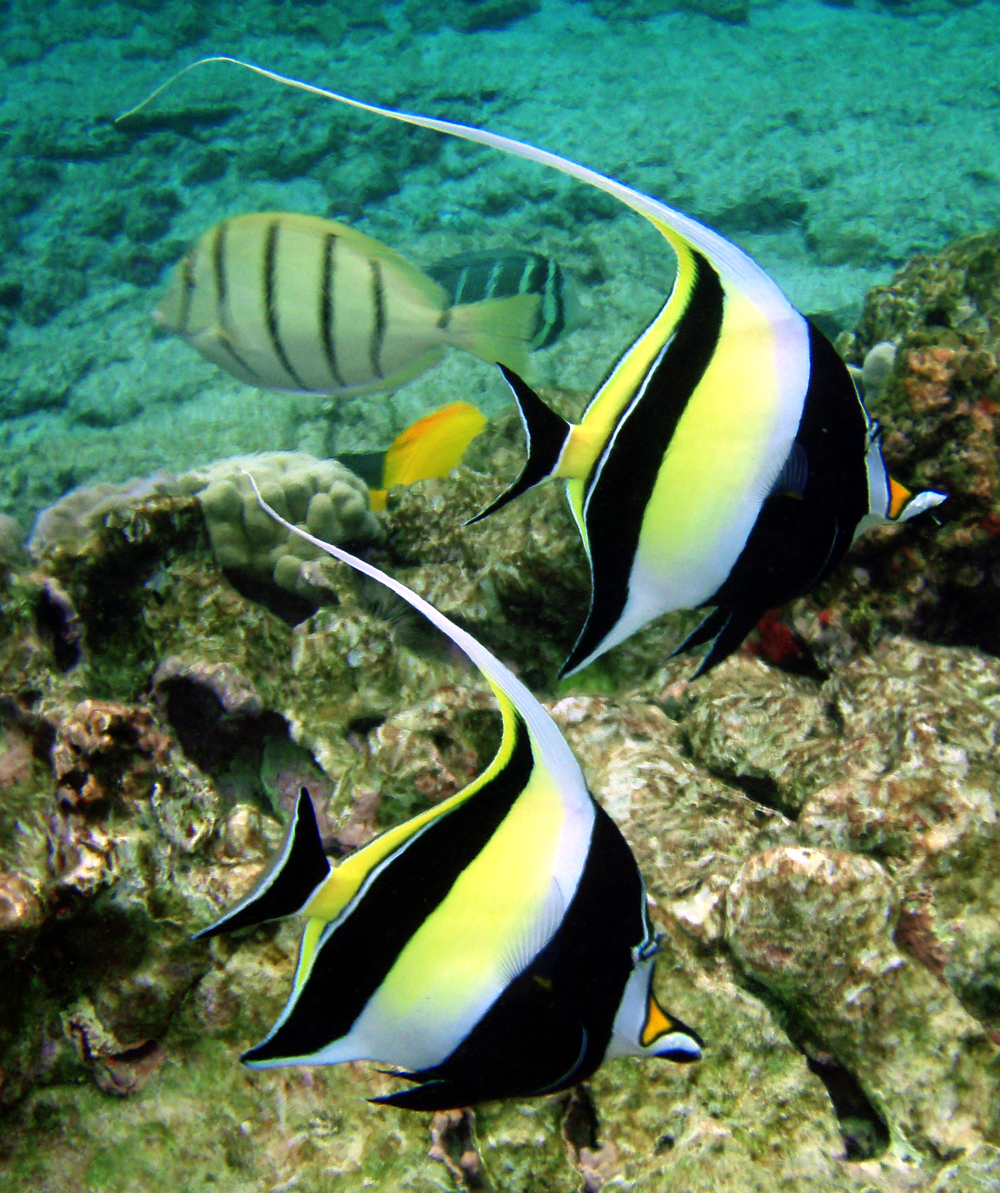

Рогатый занкл населяет лагуны с приливами, скалистые и коралловые рифы, предпочитая участки с твёрдым дном. Чаще рыбы встречаются парами, маленькими группами от 2-х до 3-х особей или редко стаями (это более характерно для молодых особей). Иногда взрослые рыбы образуют гаремы из 5—10 особей.
Занклы питаются губками, мшанками, коралловыми полипами, другими беспозвоночными и водорослями. Губки могут составлять до 86 % содержимого желудка исследуемых экземпляров и встречаются у всех исследуемых рыб. Узкое удлинённое рыло и загнутые назад зубы помогают рыбам вытаскивать беспозвоночных из трещин рифа. Около 8 % рациона приходится на водоросли. Прочие виды корма, находимого в желудке рыбы, разнообразны, и, вероятно, захватываются случайно в процессе питания основным кормом.
В неволе эти рыбы могут отказываться от предлагаемого корма и медленно гибнут от истощения, но есть утверждения о том, что они всеядны. В зарубежной литературе по морской аквариумистике пищевое поведение этих рыб характеризуется как «непредсказуемое». Также указывается, что молодые рыбы легче переносят перевозку и привыкают к аквариумным кормам, но всё равно берут их неохотно. В отечественной литературе по морскому аквариуму, напротив, утверждается, что рогатый занкл охотно поедает кусочки рыбы, моллюсков и даже говяжьего сердца, а также искусственные корма. Этот вид считается сложным для содержания в морском аквариуме. При небрежной перевозке пойманные в природе рыбы зачастую травмируют рыло и рот.
Рыбы этого вида нерестятся в вечернее время, поднимаясь парами к поверхности воды, и мечут пелагическую икру. Плодовитость до 50 000 икринок, инкубация до 24—48 ч. Забота о потомстве отсутствует, личинка ведёт планктонный образ жизни. Подобно рыбам-хирургам, личиночная стадия — акронурус. Долгая фаза личинок является причиной широкого распространения этой рыбы. Достигнув длины 7,5 см, личинки переходят в фазу мальков. Ювенильная окраска отличается от взрослой, что привело к ошибке: в 1758 году Карл Линней описал молодых особей рогатого занкла как отдельный вид Chaetodon canescens (позже — Zanclus canescens). Также у молодых особей этого вида есть колючки в углах рта.
Пара образуется на всю жизнь, самец ярче и стройнее самки, также у него крупнее выросты над глазами. Самец проявляет агрессию к другим самцам своего вида, а в неволе дерётся с рыбами-бабочками Chelmon rostratus.

## Ископаемые формы, родственные связи
Из формации Монте-Болька (Италия) эоценовой эпохи (лютет, 41,3—47,8 млн лет назад) известен ископаемый вид занкловых — Eozanclus brevirostris, отличающийся от современного вида укороченным рылом. Считается близким видом, и даже возможным предком современного вида, однако обладает чертами строения, сближающими его с хирурговыми рыбами. Ископаемые остатки современного рода Zanclus также известны со среднего-позднего эоцена.
К занкловым близко ископаемое семейство рыб Massalongiidae с единственным известным видом Massalongius gazolai (Massalongo, 1859) (или Acanthurus gazovai), также известным из местонахождения Монте-Болька (ранний эоцен (ипр, 47,8—56,0 млн лет назад)).

## Интересные факты
- Персонаж анимационного фильма «В поисках Немо» Жабр является рогатым занклом.
- У мусульманских рыбаков эта рыба считалась священной, поэтому рыбак с поклоном отпускал такую рыбу, если она случайно попадалась в сети (отсюда второе название). Считается, что эти рыбы приносят счастье.